# Melanagromyza obscura
Melanagromyza obscura är en tvåvingeart som beskrevs av Spencer 1977. Melanagromyza obscura ingår i släktet Melanagromyza och familjen minerarflugor.
Artens utbredningsområde är Principe. Inga underarter finns listade i Catalogue of Life.